# Park Zrinjevac u Mostaru
Zrinjevac je gradski park u Mostaru. Zove se po Zrinskima. Središnji je gradski park. Nalazi se između Trga hrvatskih velikana (Rondoa), Španjolskog trga, Ulice kralja Zvonimira, Ulice kralja Tvrtka i Ulice Nikole Šubića Zrinskog.
Površine je oko 3 hektara. Izgrađen je 1953. godine. Krajobrazni arhitekt Smiljan Klaić autor je projekta prema kojem je napravljen park. Godine 1972. sprovedeno je istraživanje o funkcionalnosti zelenih površina grada Mostara. Zrinjevac je tad dobio ocjenu 4 za higijensku, estetsku, rekreativnu i opću funkcionalnost. Te godine popisano je 314 stabala, s evidentiranom 31 vrstom drveća. Slika se vremenom izmijenila.
Park je 2007. godine potpuno revitaliziran i obnovljen. Danas je omiljenim mjestom za šetnju i odmor Mostaraca. U boljem je stanju nego prije, ali neke od igračaka za djecu još uvijek nisu popravljene ili su opet oštećene. Oštećeno je oko slavine gdje se pije voda. Fontana je puštena u rad. Još uvijek se događa da službe automobilima ulaze u park, a navečer šetači sa psima dolaze u park i puštaju kućne ljubimce obavljati nuždu na mjesta gdje se igraju djeca.
Od četvrtka 24. ožujka 2016. park krasi uskrsna pisanica. Pisanica je visoka dva metra. Prikazuje motive iz Hercegovine i djecu u zajedništvu te predstavlja novo rađanje. Po želji i inicijativi Vedri osmijeh Udruge pisanicu su osmislili i izradili učenici i profesori Srednje likovne škole Gabrijela Jukića, uz suglasnost i pomoć Gradske uprave Mostara. Izrada je trajala tridesetak dana. U izradi je sudjelovalo šest učenika i šest profesora. Projekt je napravljen u suradnji s Gradom Mostarom. Glavna savjetnica mostarskog gradonačelnika Radmila Komadina svečano je otkrila pisanicu.

## Vanjske poveznice
- Jabuka.tv Uskrsna pisanica u Mostaru